# 巴黎條約 (1783年)
《巴黎條約》（英語：Treaty of Paris）由英国国王乔治三世的代表和美利坚合众国代表于1783年9月3日所签署，结束了美国独立战争。
1775年美國独立战争爆发后，北美殖民地與英國戰爭期間利用欧洲国家与英国的矛盾，與法国、西班牙和荷兰结成联盟並争取俄国武装中立。英国在军事和外交上的失败，遭受国内反对派的攻击。在约克镇惨败后英国与美国谈判。英国托利党内阁下台，辉格党执政，促成巴黎和谈。
条约訂定了英国與美国之间在北美的边界，细节的部分还包括捕鱼权、财产和战俘归还问题。
英美间条约，以及英国與支持美国独立的法国、西班牙和荷兰之间分别签订的和平条约 ，统称《巴黎和约》（Peace of Paris）。内容上目前只剩承认“美利坚合众国作为自由、自主和独立国家”的第一条依然有效。

## 条约的签订

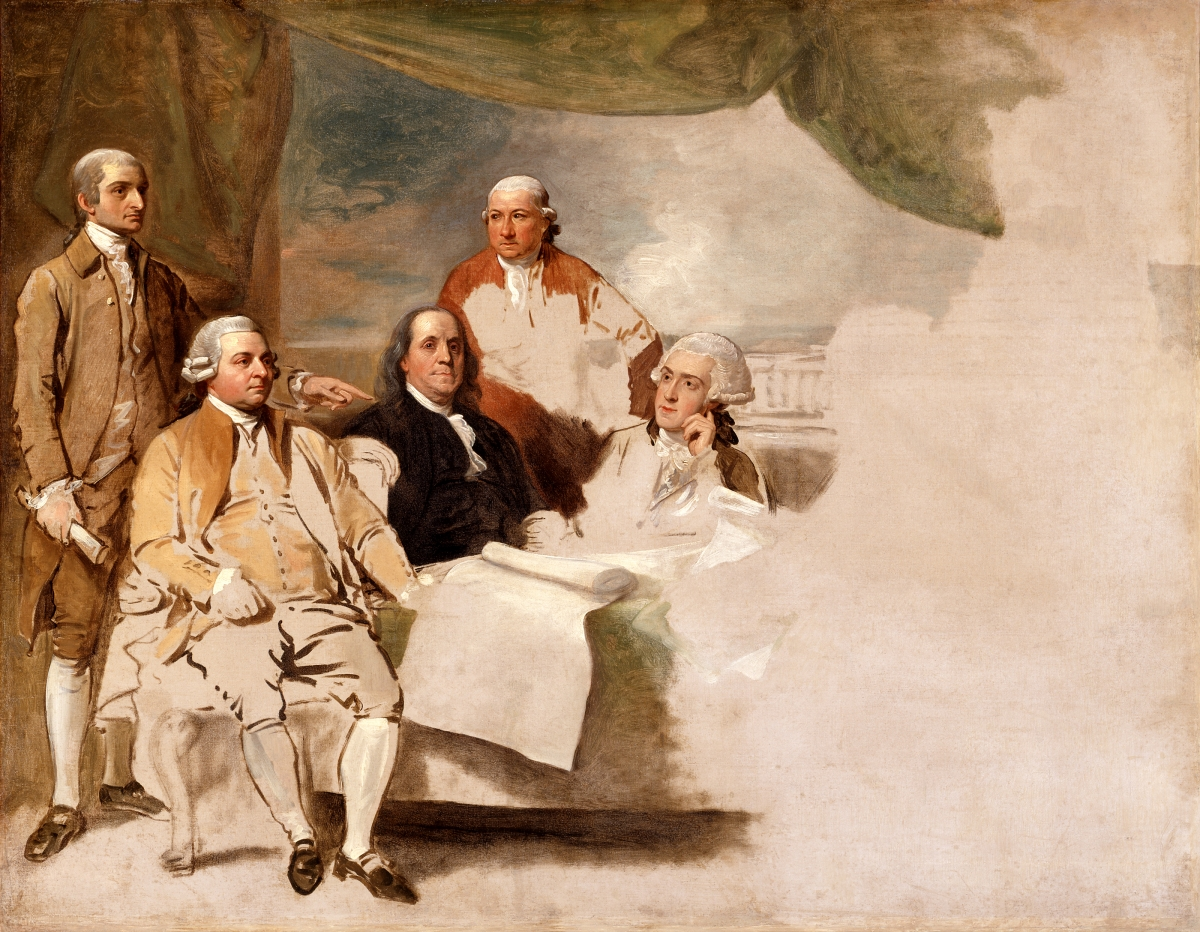
从左至右分别是约翰·杰伊，约翰·亚当斯，本杰明·富兰克林，亨利·劳伦斯，威廉·坦普尔·富兰克林。英方代表拒绝被画入

会谈中，美国代表察觉西班牙、法国漠视美国利益，遂避开法国与西班牙，直接与英国密谈。英国则想离间美法关系，然后全力对付欧洲宿敌。美英拟定了草约，并于1782年11月30日签字。1783年9月3日正式签署和约。
和平谈判始于1782年4月并延续一整夏。美方代表包括本杰明·富兰克林、约翰·杰伊、亨利·劳伦斯和约翰·亚当斯。大卫·哈特利和理查德·奥斯瓦尔德代表英国。1783年9月3日，条约在约克宾馆（现今巴黎6区雅各布街56号）签署，签名者包括亚当斯、富兰克林、杰伊和哈特利。
关于美国方面的条约，关键事件发生在1782年9月，当时法国外交部长韦尔热纳提出了一个遭到其盟友美国强烈反对的解决方案。法国在战争中筋疲力尽，除西班牙以外，各方都希望和平。然而西班牙欲继续战争，直到从英国手中夺取到直布罗陀。韦尔热纳向西班牙提出了一笔交易，以换取其放弃直布罗陀。美国将获得仅限于阿巴拉契亚山脉以东地区的独立，英国将获得俄亥俄河以北的地区。在其以南地区将设置一个受西班牙控制的独立的印第安人国家。这将是一个印第安屏障国。
然而，美国人意识到他们倘若與伦敦直接会谈（效果）将会更好。约翰·杰伊告诉英方，他打算抛开法国和西班牙同英方直接会谈。英国首相谢尔本勋爵同意了该提议。谢尔本负责英国的会谈（这些会谈於他的官邸，现在Lansdowne俱乐部的其中一處），他意识到美法两国的認知不同可離間兩國，并让这个新的国家（指美国）变成英國颇具价值的经济合作伙伴。
西部边界问题方面，美国将获得密西西比河以东、佛罗里达州以北和加拿大以南的所有地区。北部边界跟现在的美加邊界几乎一致。美方想获得在加拿大边界的捕鱼权，并同意英国商船和（美国独立战争中的）效忠派恢复他们在美的财产。这是一项对美国非常有利的条约，英国方面也有意为之（指对美方让利）。谢尔本首相预期，英国能在與美国之间快速增长的双向贸易中获得高利润，而且（随后此预见）也确实成为现实。

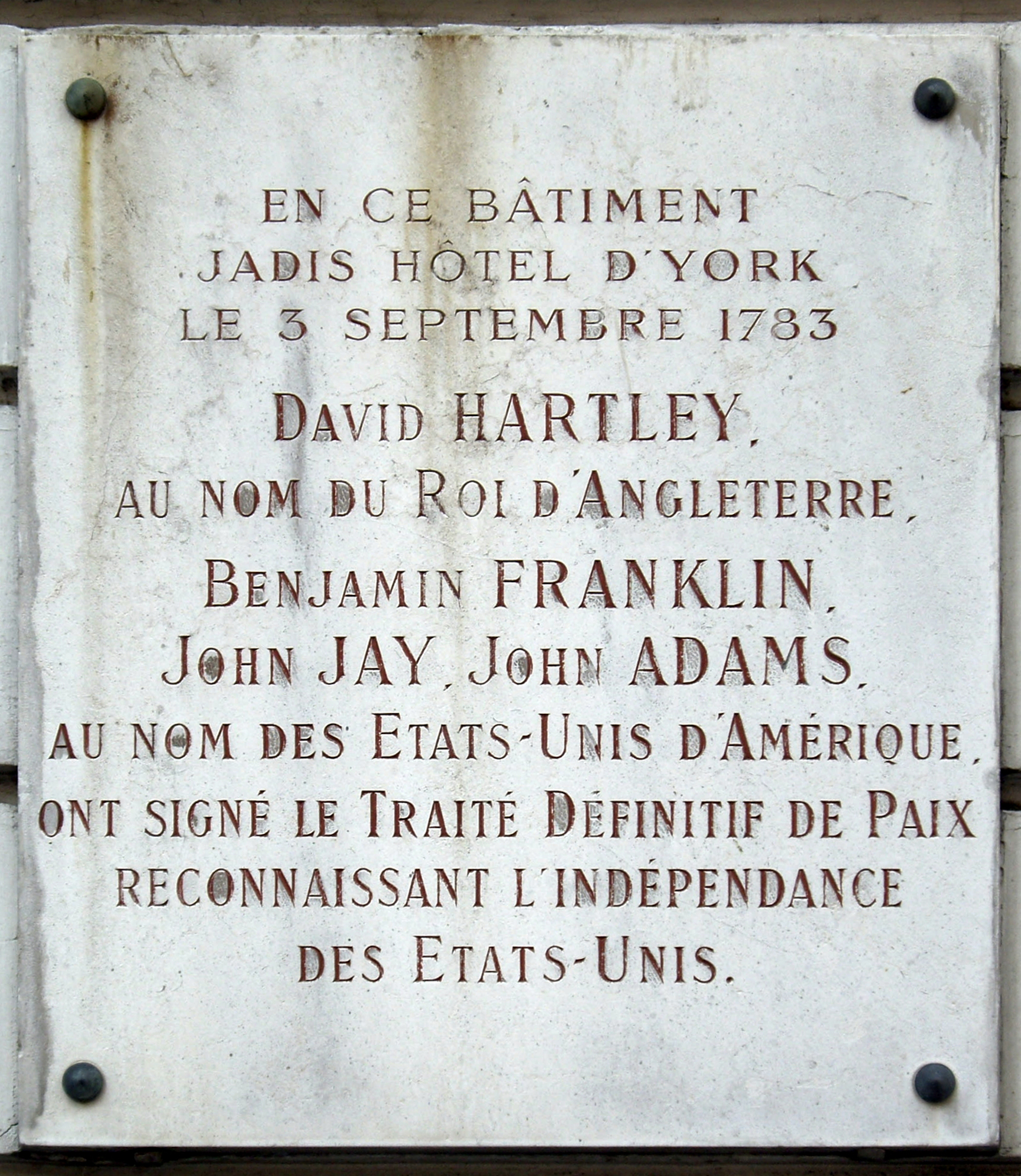
《巴黎条约》签署地纪念牌匾，巴黎6区，雅各布街56号

英国也分别與法国、西班牙缔结条约，并与荷兰缔结临时条约。在与西班牙签订的条约中，东佛罗里达和西佛罗里达的领土割让给西班牙（因没有明确的北部边界，直到1795年《馬德里條約》才解决了该领土争端问题）。西班牙还接收了梅诺卡岛；被法国人和西班牙人占领的巴哈马群岛、格林纳达和蒙特塞拉特岛被送回英国。与法国签订的条约主要是关于被占领领土的交换（法国唯一的獲利是多巴哥岛和非洲的塞内加尔），但也重申了之前的条约，确保了纽芬兰的捕鱼权。英国1781年占领荷兰人在东印度群岛的财产归还给荷兰，以换取英国在荷兰东印度群岛（现今印度尼西亚）的贸易特权，这项条约直到1784年才最终签定。
美利坚合众国的邦联会议于1784年1月14日批准了《巴黎条约》。条约副本发往欧洲缔约各国待批准，首先收到的是法国，时间是1784年3月。英方于1784年4月9日批准条约，1784年各方在巴黎互换了已经批准的条约版本。

## 条约内容

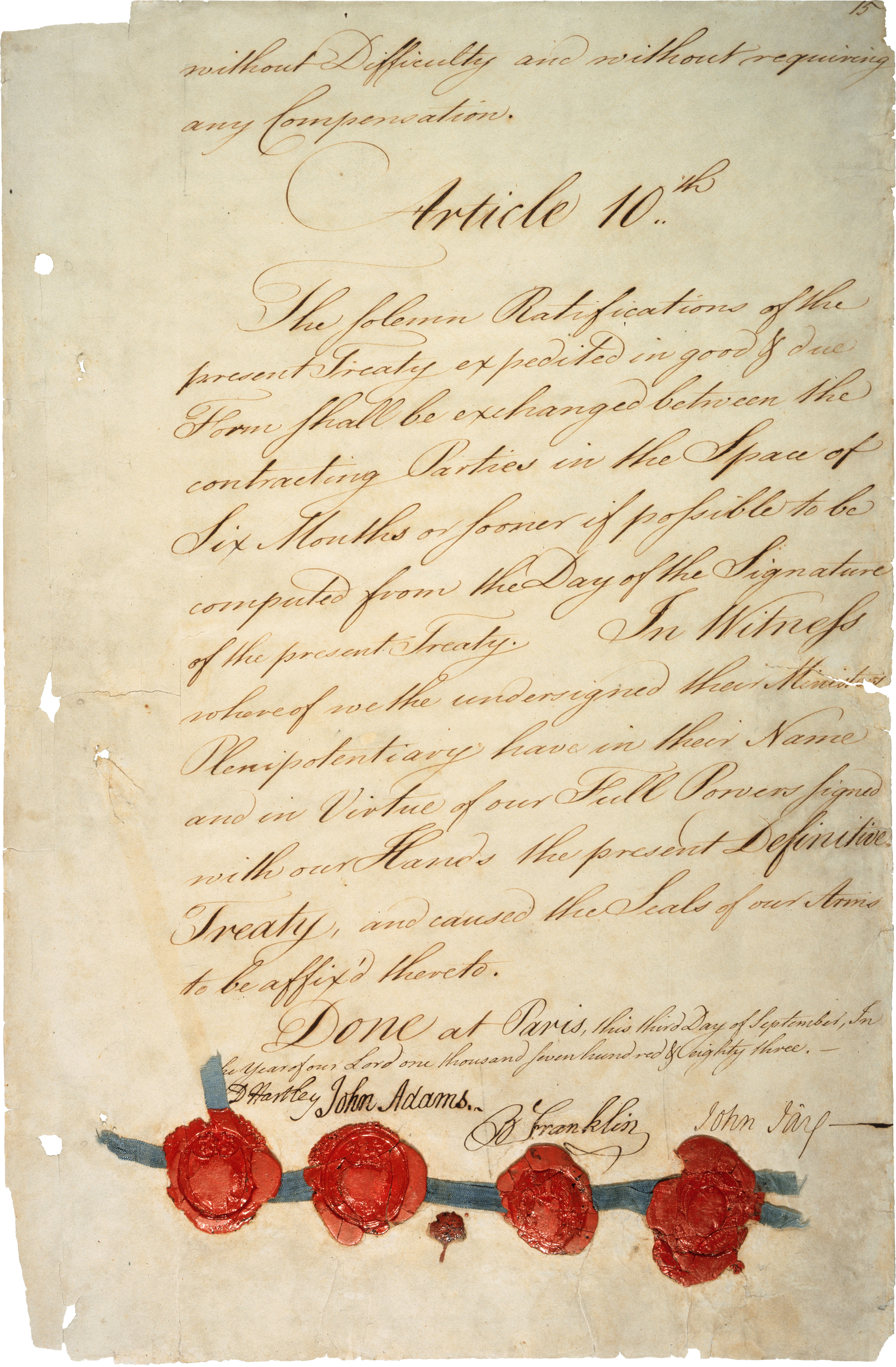
《巴黎条约》的最后一页

《巴黎条约》后的美国地图

根据和约，英国承认美国独立，但只承认美国占领密西西比河以东的土地；划定了美国与英、西在北美属地的边界；美国保有原有的北美领海内捕鱼权；双方公民对债权人所负的债务有效；邦联国会保证劝告各州议会，完全恢复效忠派的权利并发还其财产；停止敌对行动，英国撤出全部海、陆军。美国以平等原则与英国缔结和约後創造了国际承认的条件。
序言。宣布本条约为“以最神圣和不可分割的三位一体的名义”（之后提到了神意）声明签署国的诚意，并声明双方有意“忘记所有过去的误解和分歧”并“确保双方永久和平与和谐”。
1. 英国承认美利坚合众国（新罕布舍尔、马萨诸塞、罗德岛、康涅狄格、纽约州、新泽西、宾夕法尼亚、特拉华、马里兰、弗吉尼亚、北卡罗莱纳、南卡罗莱纳和乔治亚）为自由、主权和独立的国家，并且英国王室及其所有继承者放弃对美利坚合众国政府、其财产和领土权利及其每一部分的要求；
2. 确定英美边界，包括但不限于美国和英属北美（殖民地）之间的边界；
3. 英国向美国渔民授予在纽芬兰大浅滩和圣劳伦斯湾的捕鱼权；
4. 确认任何一方应支付给债权人的合法合同债务
5. 邦联会议将“认真地建议”各州议会承认所有被没收土地的合法所有人，并“规定恢复和补偿所有属于英国国民（Loyalists，即保王党）的被没收的财产和权利”的财产与权利；
6. 美国将阻止未来没收（美国独立战争中）效忠派的财产。
7. 释放双方的战俘；在美国的英国军队的所有财产（包括奴隶）将被保留并没收；
8. 英国和美国都将永久有权在密西西比河（航行）；
9. 美国在该条约（签订）之后占领的领土将无偿归还给英国；
10. 条约应在签署后6个月内完成批准。

尾款。“于巴黎签订，公元1783年9月3日”

## 条约后续
历史学家经常评论说，考虑到条约大大扩大了美国边境，条约对美国实在非常慷慨。诸如阿尔沃德、哈洛和里奇森历史学家分析道，英国的慷慨建立在对英美之间紧密经济关系的政治家般（颇有远见的）观察基础上。
英国之所以将广大的阿巴拉契亚山以西地区让与美国，是为了促进美国人口增长，为英国商人创造利润丰厚的市场，同时又不给英国带来任何军事或行政开销。关键在于美国将成为主要的贸易伙伴。正如法国外交部长韦尔热纳后来所说，“英国人买和平，而不是制造和平。” 尽管当时的佛蒙特政府认为本州不属于美国，但因纽约州坚持佛蒙特是纽约的一部分，因此《巴黎条约》中佛蒙特地区划在了美国国境以内。
当美国人在英属殖民地身份时，他们从英国自动获得的特权（包括在地中海免受海盗滋扰的保护；参见：第一次巴巴里战争 和 第二次巴巴里战争 ）被撤销。个别州无视了邦联依据《巴黎条约》第5条提出的恢复没收的效忠派财产的建议，也无视该条约第6条（例如，通过没收效忠派财产以偿还“未付债务”）。 一些州，尤其是弗吉尼亚州，也违反第4条的规定，并维持了禁止向英国债权人偿还债务的法律。英国人常常无视第7条关于释放奴隶（英国军队所拥有）的规定。
条约细节与北美的实际地理情况存在不符。该条约规定了美国的南部边界，不过，另外签订的英西协议却并未规定佛罗里达的北部边界，西班牙政府认为该边界应与1763年协议中的边界相同，根据后一协议，西班牙人已经将佛罗里达的领地交给了英国。尽管西佛罗里达的（领土）争端还在继续，西班牙不顾条约第8条的规定，利用其对佛罗里达的新控制权阻止美国进入密西西比地区。
该条约规定，美国的边界从森林湖的“最西北点”（现在部分位于美国明尼苏达州，部分位于加拿大马尼托巴省，部分位于安大略省）向西延伸，直达密西西比河。但事实上，密西西比河并没有向北延伸那么远，从森林湖向西的路线从来没有与河流相交过。
英国违反了条约规定，他们本应该“以一切合适的速度”放弃对美国境内要塞的控制。英国军队仍驻扎在五大湖地区的六个要塞，另外两个要塞在尚普兰湖北端。在西北印第安战争期间，1794年英国人在今俄亥俄州境内又建造了一座要塞。
他们在战后该地区的不稳定和极度紧张的局势下，在美国政府未能履行承诺赔偿其损失时，以及在英国需要时间清算该地区各种资产时，找到了这些行动的理由。1794年《杰伊条约》通过外交手段和平地放弃了所有要塞。

## 腳註
1. ↑  . The Avalon Project at Yale Law School.   [2014-10-19]. （原始内容存档于2015-05-16） （英语）.
2. ↑  . Avalon Project. avalon.law.yale.edu.   [2022-09-10]. （原始内容存档于2022-09-10）.